# Melle Ottó
Dr. Melle Ottó, született Friedrich Heinrich Otto Melle (Liebengrün, Türingia, 1875. augusztus 16. – Berlin, 1947. március 26.) metodista lelkész Magyarországon, majd Ausztriában. Teológiai tanár, majd püspök a Németországi Metodista Egyházban 1936-1946 között.

## Családi háttér
Melle Ottó 1875 nyarán a paraszt gazda Heinrich Friedrich Melle és felesége Wilhelmine Karoline (született Krauße Karoline) gyermekeként jött világra. Liebengrünben végezte elemi iskolai tanulmányait, 1889-től vasárnapi iskolai tanító volt Eliasbrunn-ban. 16 évesen segédlelkészi engedélyt kapott. 1895-1897 között katonai szolgálatát Drezdában töltötte, melynek végeztével elkezdte szemináriumi tanulmányait Frankfurtban.

## Egyházi szolgálatai Magyarországon és Ausztriában
Teológiai tanulmányait 1900-ban fejezte be a frankfurti metodista Lelkészképző Szemináriumban. Egy hétig szolgált Szászország fővárosában Drezdában, majd önként jelentkezett a dél-magyarországi Bácskában 1898-ban megkezdett, de 1900 közepére a helyi hatóságok üldözésének hatására elakadt metodista misszió folytatására.
1900. adventjében, december 8-án érkezett meg magyarországi állomáshelyére, Szenttamásra és Verbászra, utóbbi helyen tartotta meg december 25-én híressé vált "karácsonyi prédikációját": Melle a hatósági tiltás ellenére metodista istentiszteletet tartott, de a hagyományos prédikáció helyén találós kérdések formájában - amit nem tiltottak meg neki - adta át a karácsonyi üzenetet.
1901. március 28-án Szenttamáson, 1904. március 20-án Újvidéken ő vette fel az első metodista próbatagokat. 1905-ben az ő kezdeményezésére indult el a budapesti metodista misszió, a németországi Plauenben ülésező Évi Konferencia ekkor helyezte őt a Bácskából a magyar fővárosba, ahol az első istentiszteletet november 21-én tartotta meg. Az első próbatagokat itt a következő év májusában (20-án) vette fel.
Az 1907-ben Berlinben ülésező Évi Konferencia önálló kerületté szervezte a magyarországi metodista missziót, amelynek első vezetőjévé, kerületi szuperintendensként Melle Ottót nevezték ki. Melle 1908-ban hétéves magyarországi tartózkodás után magyar nyelvű prédikációt tartott. Két év múlva ő lett az alapító szerkesztője az egyház első lapjának, a Békeharangnak, amely 1944-ig működött. 1910-ben a magyarországi egyházak közül Melle volt az egyetlen hivatalos képviselő az Edinburgh-i Világmissziói Konferencián, amely a modernkori ökumenikus mozgalom első állomása.
Az 1911-ben Bécsben megalapított Osztrák-Magyar Missziói Konferenciának Melle Ottó lett az első és egyetlen szuperintendense. A magyarországi missziót szintén szászországi származású munkatársa Funk Márton vezette tovább. 1913-ban az Amerikai Egyesült Államokba utazott, ahol másodmagával képviselte az európai metodizmust a keresztény diákok világszövetségének Lake Mohonkban tartott világkongresszusán. Csaknem féléves kint tartózkodása során ezrek előtt népszerűsítette a magyarországi missziót. Ennek az útnak köszönhető, hogy 1914-ben Fanny Nast Gamble asszony halála előtt 50 ezer dollárt hagyott a metodista Missziós Hatóságra egy budapesti metodista egyházközpont számára. 1916-ban ebből az adományból került megvásárlásra a Felső erdősor utca 5. szám alatti fővárosi ingatlan, ahol a mai napig működik egy metodista gyülekezet (Budapest-Pesti Körzet). 1999-ig ez az épület adott otthont a Magyarországi Metodista Egyház központi irodáinak.

## Teológiai és püspöki szolgálata
Melle Ottó az amerikai útja során, 1913-ban kapta meg German Wallace College (Bereal, Ohio) tiszteletbeli doktori címét. Az első világháború után, 1920-ban Bécsből visszatért Németországba, ahol másfél évtizeden keresztül, 1936-ig a frankfurti Lelkészképző Szeminárium igazgatója és docense. 1936-tól tíz éven át a Németországi Metodista Egyház püspökeként szolgált, utódja Johann Wilhelm Ernst Sommer. 1937-ben az Oxfordban tartott Ökumenikus Világkonferencián tartott beszédében védelmébe vette a nemzetiszocialista politikát, ami elmélyült vitához vezetett a német Hitvalló Egyház (Bekennende Kirche) és a német szabadegyházak között. A második világháborút követően, 1945 decemberében Melle püspök a Hitler politikájában való vakhitet hibának nevezte, az egyház 1945 végén egy bűnbánati dokumentumot adott ki.

## Család
1907 őszén 32 évesen vette feleségül Hanna Eckhardot, egy zwickaui polgárcsalád lányát. Első gyermekük Otfried (1908), akit Irmgard (1910), majd Edith (1911) követett.